# Placca araba

     La Placca Araba è in giallo brillante, sulla destra, incastrata tra quella africana, indiana e l'euroasiatica
La placca araba (o placca arabica) è una delle tre placche tettoniche (assieme alla placca africana ed alla placca indiana) che si sta muovendo verso nord da milioni di anni in direzione di una collisione inevitabile con l'Eurasia.
Questo processo sta risultando nell'orogenesi di una serie di catene montuose che si estendono dai Pirenei in occidente, attraversando l'Europa ed il Medio oriente, fino all'Himalaya ed alle catene del sud-est asiatico.
La Placca Arabica corrisponde prevalentemente alla penisola arabica, estendendosi verso nord in direzione della Turchia.
I confini della placca sono:
- ad est, con la placca indo-australiana;
- a sud, con la placca africana verso occidente e la placca indo-australiana verso oriente;
- ad ovest, un confine laterale di faglia con la placca africana, chiamato faglia trasforme del Mar Morto (DST), ed un margine divergente con la stessa placca, il Rift del Mar Rosso, che corre per tutta la lunghezza dello stesso.
- a nord, un confine convergente complesso con la placca anatolica e la placca euroasiatica.

La placca arabica faceva parte della placca Africana durante gran parte dell'eone Fanerozoico (Paleozoico - Cenozoico), fino all'epoca Oligocenica dell'era Cenozoica. 
Il rifting del Mar Rosso è iniziato nell'Eocene, ma la separazione tra Africa e Penisola Arabica si è prodotta nell'Oligocene, e da allora la placca arabica si è mossa lentamente in direzione della placca euroasiatica.
La collisione tra la placca arabica e l'Eurasia sta esercitando una marcata pressione tettonica sulla catena montuosa degli Zagros, in Iran.